# Метален скорец
Метален скорец (Aplonis metallica) е вид птица от семейство Скорецови (Sturnidae).

## Разпространение
Видът е разпространен в Австралия, Индонезия, Папуа Нова Гвинея и Соломоновите острови.